# 埃德蒙·罗斯丹广场

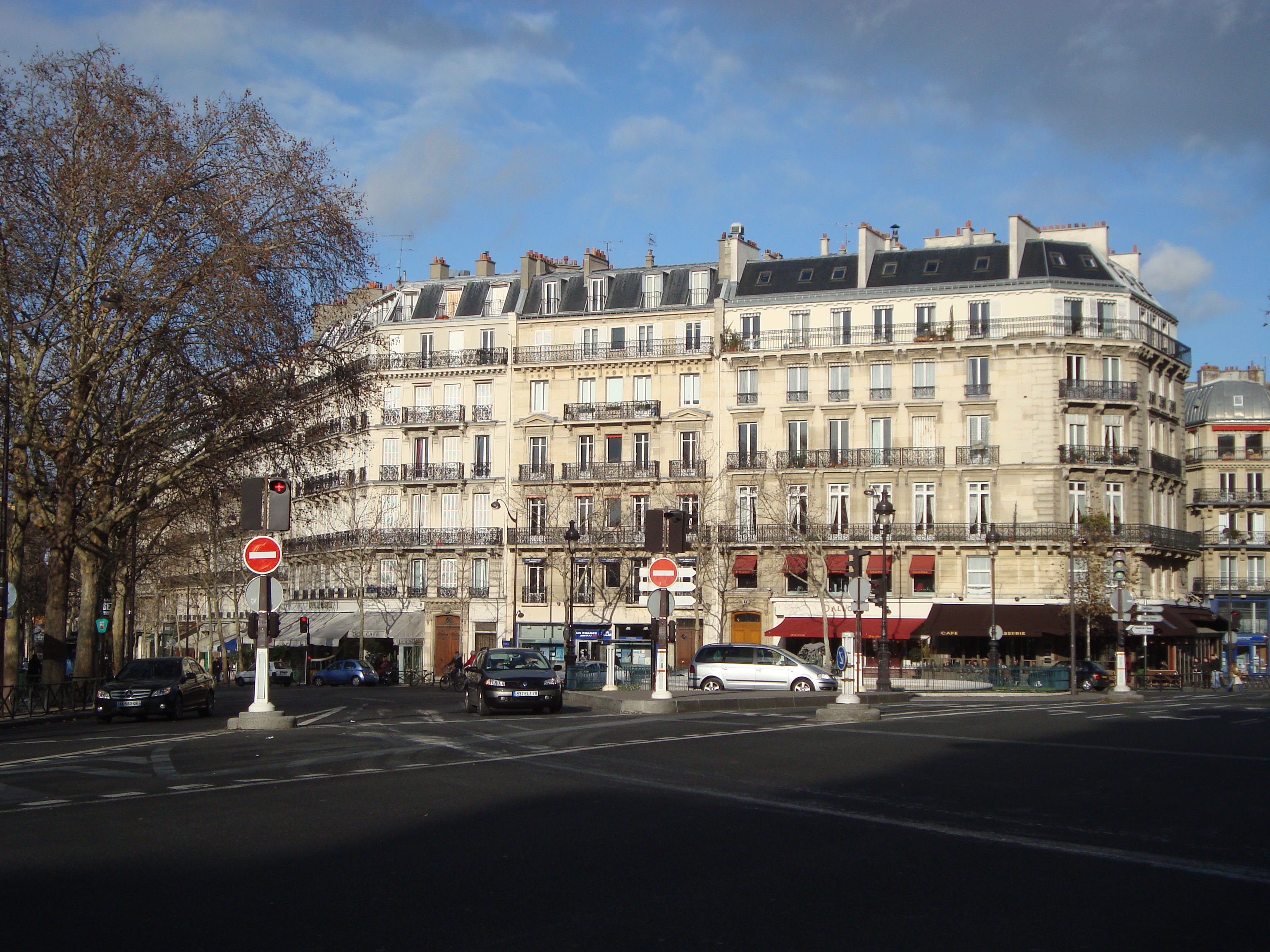

埃德蒙·罗斯丹广场（Place Edmond-Rostand）是巴黎第六区的一个广场，始于美第奇路，止于圣米歇尔大道。
埃德蒙·罗斯丹广场靠近法兰西岛大区快铁B线的卢森堡站。

## 名称
这个广场以法国作家和诗人埃德蒙·罗斯丹 (1868-1918)命名。

## 历史
这个广场原为美第奇路的一部分，1924年12月2日改为现名。
弗朗索瓦·密特朗就任共和国总统的仪式期间（1981年5月21日），从埃德蒙·罗斯丹广场经过索弗洛路（Rue Soufflot），前往先贤祠 。

## 建筑
- 卢森堡公园
- 罗思丹咖啡馆（Le Rostand），以文学活动而闻名。
- 广场中心的喷泉雕塑由古斯塔夫克拉乌克（Gustave Crauk，1827-1905年）完成于1862年。

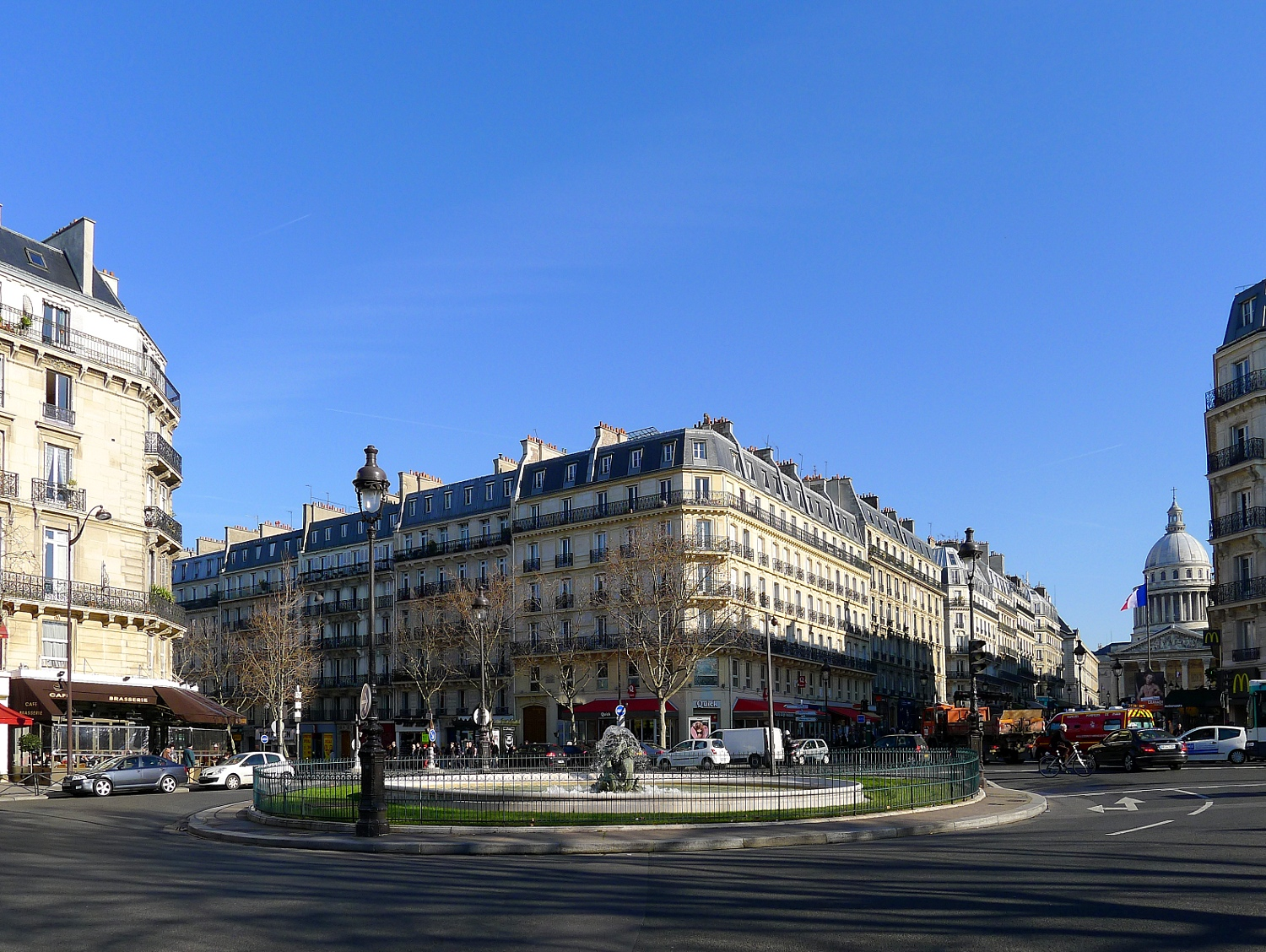